# Фастыковский, Михаил Владиславович
Михаи́л Владисла́вович Фастыко́вский (6 (18) марта 1875 — 13 сентября 1938) — русский офицер, герой Первой мировой войны, Георгиевский кавалер, Генерального штаба генерал-майор (1917).

## Биография
Из мещан Херсонской губернии, православного вероисповедания. Родился в Одессе в семье инженера, потомка шляхетского польско-литовского рода Туржимо-Фастыковских, чей предок был лишен чинов, званий, состояния и выслан вглубь Российской империи за участие в восстании Костюшко.

### Служба в Русской императорской армии
Окончив в Кронштадте курс Технического училища Морского ведомства, в августе 1894 года Фастыковский вступил в Ревеле в военную службу в 90-й пехотный Онежский полк вольноопределяющимся рядового звания и был командирован на Военно-училищные курсы Киевского пехотного юнкерского училища, по окончании которых 12 августа 1896 года был произведен, по экзамену, из фельдфебелей в подпоручики, со старшинством с 12.08.1895 и с переводом в 3-й мортирный артиллерийский полк, расквартированный в Варшаве.
В августе 1900 года за выслугу лет был произведен в поручики, со старшинством с 12.08.1899, затем, в сентябре 1903 года, — в штабс-капитаны, со старшинством с 12.08.1903.
Участник Русско-японской войны, — в составе своего полка, перевооружённого в феврале 1905 года полевыми скорострельными гаубицами и переведенного на военное положение, был отправлен на Дальний Восток, в действующую армию, однако участия в боевых действиях принимать не довелось: в июле 1905 года штабс-капитан Фастыковский был переведен в 1-й мортирный артиллерийский дивизион, созданный на основе расформированного 3-го мортирного артиллерийского полка (дислокация дивизиона — село Спасское, Приморская область).
В мае 1908 года, по окончании двух классов (по 1-му разряду) и дополнительного курса (успешно) Николаевской академии Генерального штаба, за отличные успехи в науках, штабс-капитан Фастыковский был произведен в капитаны со старшинством с 12.08.1907, затем, приказом по Генеральному штабу от 01.08.1908 года, причислен к Генеральному штабу и прикомандирован к 35-му Восточно-Сибирскому стрелковому полку (Владивосток) на 2 года для прохождения цензового командования ротой, — с 04.10.1908 по 24.10.1910 командовал ротой.
26 ноября 1910 года причисленный к Генеральному штабу капитан 1-го Сибирского (до 1910 года — Восточно-Сибирского) мортирного артиллерийского дивизиона Михаил Фастыковский был переведен в Генеральный штаб, с назначением обер-офицером для поручений при штабе 5-го Сибирского армейского корпуса (Хабаровск).
25 сентября 1912 года назначен старшим адъютантом штаба 33-й пехотной дивизии (Киев). Был женат, имел шестерых детей.

#### Первая мировая война
Участник Первой мировой войны.
- В июле-ноябре 1914 года — старший адъютант штаба 33-й пехотной дивизии (21-й армейский корпус, 3-я армия, Юго-Западный фронт).
- 6 декабря 1914 года произведен в Генерального штаба подполковники, с назначением помощником начальника отделения Управления генерал-квартирмейстера штаба главнокомандующего армиями Юго-Западного фронта[9].
- 12 апреля 1915 года назначен исправляющим должность начальника штаба 1-й Заамурской пограничной пехотной дивизии[10] (33-й армейский корпус, 9-я Армия, в 1916—1917 гг. — 7-я Армия; Юго-Западный фронт).
- 15 августа 1916 года произведён в Генерального штаба полковники[11] со старшинством с 06.12.1915[12].
- 15 сентября 1917 года назначен начальником штаба 12-го армейского корпуса (7-я Армия, Юго-Западный фронт).
- 1 октября 1917 года произведён в Генерального штаба генерал-майоры.
- С 28 декабря 1917 года лечился в Киеве в офицерском лазарете Российского Общества Красного Креста от последствий ранения.
- В начале 1918 года уволился из «старой» Русской армии и до декабря 1918 года был в отставке.

### Гражданская война
9 декабря 1918 года мобилизован в украинскую армию восстановленной Украинской народной республики. После перехода в феврале-марте 1919 года власти на Украине к большевикам, перешёл на сторону Правительства УССР и был зачислен с 7 апреля 1919 года в украинскую Красную армию. Служил в Киеве в Высшей военной инспекции помощником военрука, с июня 1919 года числился в резерве, в августе того же года вместе с отступавшими большевиками уехал в Москву. В 1919 году дважды арестовывался «красными» на короткий срок по подозрению в контрреволюционной деятельности.
С 10 августа 1919 года — военспец, помощник командующего 8-й Армией РККА РСФСР. С 15 декабря 1919 года — помощник начальника штаба Юго-Западного фронта (с 27.11.1919 по 14.01.1920 исполнял должность начальника штаба 8-й Армии), с 10 июня 1920 года — исполняющий должность 2-го помощника начальника штаба Кавказского фронта (одновременно, с 30 сентября по 11 ноября 1920 года, начальник штаба Запасной армии Кавказского фронта; начальник штаба Таганрогской группы войск). В конце 1920 года переведён в школу усовершенствования комсостава «Выстрел» (в 1920 году «красными» был расстрелян его родной младший брат Александр, — бывший царский офицер, штабс-капитан).
С 9 июня 1921 года Михаил Фастыковский — военспец для особых поручений при штабе Киевского военного округа.
В августе 1921 года во время инспекторской поездки бежал в Польшу, вошёл в контакт со многими русскими эмигрантами. В 1923 году попросился обратно в РСФСР. Благодаря сотрудничеству с ОГПУ при СНК СССР (принял активное участие в специальной операции «Трест» ОГПУ СССР по ликвидации белоэмигрантского подполья в Польше и в Советской России, а также его руководителя Бориса Савинкова) в июне 1924 года получил разрешение на возвращение в СССР. C момента возвращения состоял секретным сотрудником ОГПУ (псевдоним «Сержевский»).

### После гражданской войны

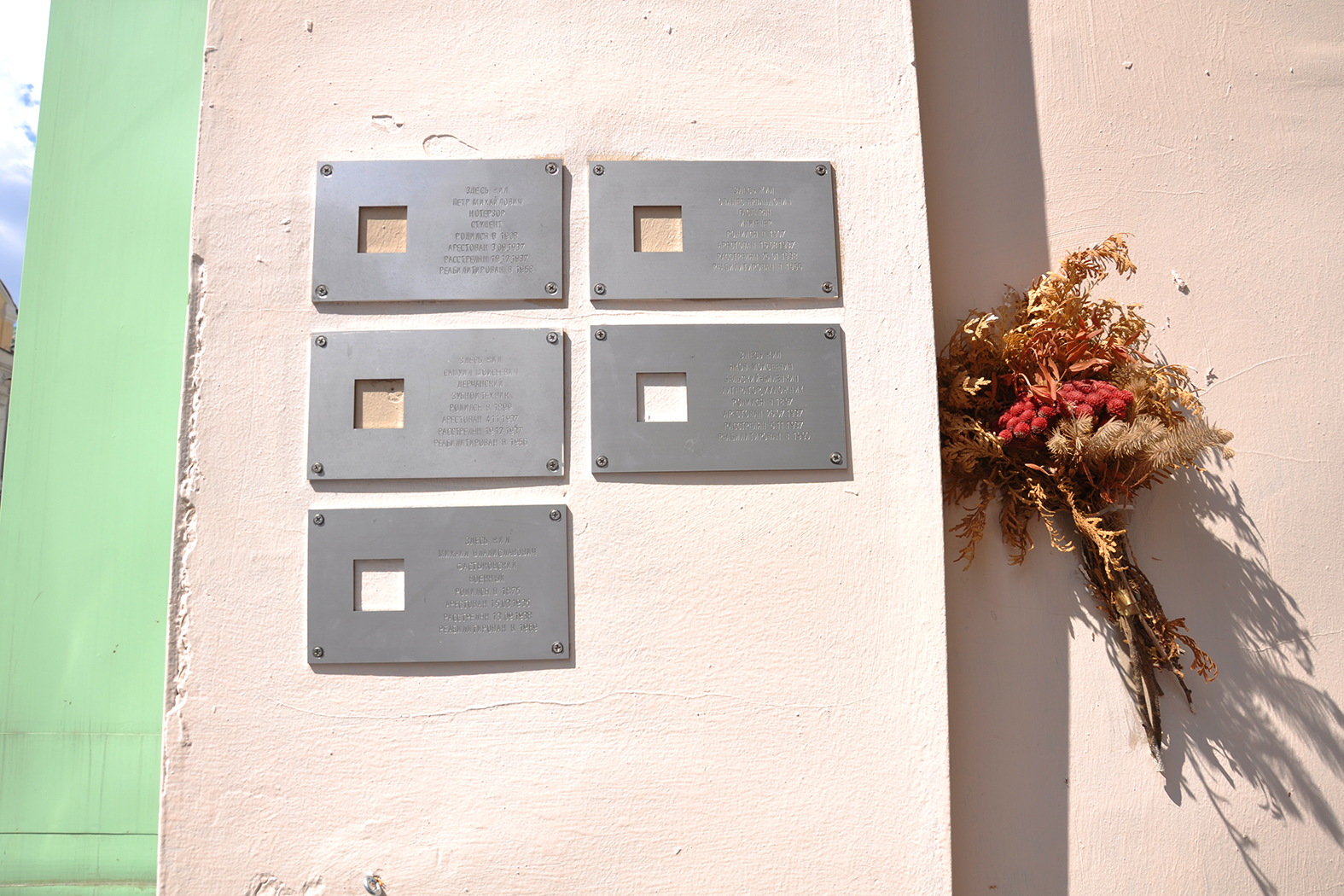
Последний адрес на доме в Москве (улица Петровка, дом 26), где жил М. В. Фастыковский и другие расстрелянные.

В 1924—1935 годах Михаил Фастыковский жил в Москве. Работал бухгалтером, позже преподавал военное дело в МВТУ им. Баумана.
В ходе сталинских репрессий, 15 марта 1935 года был арестован. Приговорён к 10 годам ИТЛ и отправлен в Воркутлаг. Затем был переведен в Архангельский лагерь.
Осенью 1938 года приговорён к высшей мере наказания и 13 сентября 1938 года расстрелян в лагере.
В 1989 году посмертно реабилитирован.

## Награды
- Орден Святого Станислава 3-й степени (ВП от 20.11.1905)
- Медаль «В память русско-японской войны» (тёмно-бронзовая; 1906)
- Медаль «В память 100-летия Отечественной войны 1812 года» (1912)
- Орден Святой Анны 3-й степени (06.12.1912; ВП от 22.02.1913)
- Медаль «В память 300-летия царствования Дома Романовых» (1913)
- Орден Святого Владимира 4-й степени с мечами и бантом (ВП от 15.02.1915)
- Георгиевское оружие (ВП от 09.03.1915), — …за то, что в боях 13, 14, 18 и 19 августа 1914 года неоднократно производил разведку, подвергая свою жизнь явной опасности, давал ценные указания и исполнял весьма серьезные поручения, способствуя всем этим успешному завершению операций[16].
- Орден Святого Станислава 2-й степени (утв. ВП от 12.05.1915)
- Высочайшее благоволение (ВП от 05.08.1915; «За отличия в делах…»)
- Английский орден «За выдающиеся заслуги» («Distinguished Service Order»; DSO) (1916)[17]
- Орден Святой Анны 2-й степени (утв. ВП от 03.03.1916)
- Орден Святого Владимира 3-й степени с мечами (ВП от 06.02.1917)[18]
- Орден Святого Георгия 4-й степени (ПАФ от 19.03.1917), — ..за то, что, состоя в чине подполковника, в бою с австрийцами при взятии предмостного укрепления у с. Михальче, 6 марта 1916 года, будучи начальником боевого участка 3-го пограничного Заамурского пехотного полка, искусно наметив участок атаки, лично руководил ходом боя, при обстоятельствах исключительной трудности и опасности для жизни под артиллерийским, ружейным, пулемётным и бомбомётным огнём, твёрдо направил удар штурмующей колонны и тем достиг полной победы, последствием которой было очищение австрийцами левого берега реки Днестра от с. Латачь до Торского оврага. Трофеи наши в этом бою: два орудия Горчкиса, семь бомбомётов, 156 пленных и много боевых припасов и снаряжения[19].
- Мечи к ордену Святой Анны 2-й степени — (ПАФ от 15.04.1917, стр. 41)[20])
- Мечи и бант к ордену Святого Станислава 3-й степени (ПАФ от 15.04.1917, стр. 42)[21])